# Alexandre Lacazette
Alexandre Armand Lacazette (n. 28 mai 1991, Lyon, Franța) este un fotbalist francez liber de contract, care joacă pe post de atacant central. Pe plan internațional, are prezențe la națională pentru Franța U17⁠(d), Franța U18⁠(d), Franța U19⁠(d), Franța U20⁠(d), Franța U21⁠(d) și Franța U16⁠(d). Acesta este bine cunoscut atât pentru viteza sa, cât și pentru efortul depus pe parcursul meciurilor.
Cu peste 200 de meciuri jucate în toate competițiile pentru Lyon, Lacazette s-a arătat a fi un adevărat marcator, înscriind peste 100 de goluri pentru clubul francez. În 2014-15 acesta a devenit golgheterul Ligue 1, marcând nu mai puțin de 27 de goluri în 33 de meciuri, fiind de asemenea premiat drept cel mai bun jucător al anului din campionatul francez. Lacazatte a devenit, la acea vreme, cel mai scump transfer din istoria lui Arsenal după ce tunarii au achitat 53 de milioane de euro în 2017 pentru serviciile acestuia.
Totodată, Lacazette a reprezentat Franța la toate nivelurile de tineret. Acesta a câștigat Campionatul European U19 din 2010 după ce a marcat golul victoriei în finala cu Spania. Lacazette a făcut debutul cu echipa de seniori în iunie 2013, marcând primul său gol în martie 2015.

## Statistici

### Club
La meciul jucat din 19 septembrie 2020. 
| Club          | Sezon         | Ligă           | Ligă    | Ligă   | Cupă    | Cupă   | Cupa Ligii | Cupa Ligii | Europa  | Europa | Altele  | Altele | Total   | Total  |
| Club          | Sezon         | Divizie        | Meciuri | Goluri | Meciuri | Goluri | Meciuri    | Goluri     | Meciuri | Goluri | Meciuri | Goluri | Meciuri | Goluri |
| ------------- | ------------- | -------------- | ------- | ------ | ------- | ------ | ---------- | ---------- | ------- | ------ | ------- | ------ | ------- | ------ |
| Lyon          | 2009–10       | Ligue 1        | 1       | 0      | 0       | 0      | 0          | 0          | 0       | 0      | —       | —      | 1       | 0      |
| Lyon          | 2010–11       | Ligue 1        | 9       | 1      | 0       | 0      | 0          | 0          | 2       | 1      | —       | —      | 11      | 2      |
| Lyon          | 2011–12       | Ligue 1        | 29      | 5      | 4       | 2      | 4          | 2          | 6       | 1      | —       | —      | 43      | 10     |
| Lyon          | 2012–13       | Ligue 1        | 31      | 3      | 0       | 0      | 0          | 0          | 5       | 1      | 1       | 0      | 37      | 4      |
| Lyon          | 2013–14       | Ligue 1        | 36      | 15     | 2       | 2      | 4          | 3          | 12      | 2      | —       | —      | 54      | 22     |
| Lyon          | 2014–15       | Ligue 1        | 33      | 27     | 2       | 2      | 1          | 1          | 4       | 1      | —       | —      | 40      | 31     |
| Lyon          | 2015–16       | Ligue 1        | 34      | 21     | 2       | 0      | 1          | 0          | 6       | 2      | 1       | 0      | 44      | 23     |
| Lyon          | 2016–17       | Ligue 1        | 30      | 28     | 1       | 1      | 1          | 1          | 12      | 7      | 1       | 0      | 45      | 37     |
| Lyon          | Total         | Total          | 203     | 100    | 11      | 7      | 11         | 7          | 47      | 15     | 3       | 0      | 275     | 129    |
| Arsenal       | 2017–18       | Premier League | 32      | 14     | 0       | 0      | 2          | 0          | 4       | 3      | 1       | 0      | 39      | 17     |
| Arsenal       | 2018–19       | Premier League | 35      | 13     | 2       | 0      | 2          | 1          | 10      | 5      | —       | —      | 49      | 19     |
| Arsenal       | 2019–20       | Premier League | 30      | 10     | 4       | 0      | 0          | 0          | 5       | 2      | —       | —      | 39      | 12     |
| Arsenal       | 2020–21       | Premier League | 31      | 13     | 2       | 0      | 2          | 1          | 8       | 3      | 0       | 0      | 43      | 17     |
| Arsenal       | Total         | Total          | 128     | 50     | 8       | 0      | 6          | 2          | 27      | 13     | 1       | 0      | 170     | 65     |
| Total carieră | Total carieră | Total carieră  | 331     | 150    | 19      | 7      | 17         | 9          | 74      | 28     | 4       | 0      | 445     | 194    |

1. ↑  Include meciuri din Coupe de France și FA Cup
2. ↑  Include meciuri din Coupe de la Ligue și League Cup
3. 1 2 3  Meciuri în the Liga Campionilor UEFA
4. 1 2 3 4 5 6  Meciuri în the UEFA Europa League
5. 1 2 3  Appearance in the Trophée des Champions
6. ↑  Four meciuri in the UEFA Champions League; Opt meciuri, două goals in the UEFA Europa League
7. ↑  Four meciuri, one goal in the UEFA Champions League; Seven meciuri, four goals in the UEFA Europa League
8. ↑  Appearance in FA Community Shield

### Națională
La meciul jucat din 14 noiembrie 2017. 
| Franța | Franța   | Franța |
| An     | Apariții | Goluri |
| ------ | -------- | ------ |
| 2013   | 2        | 0      |
| 2014   | 3        | 0      |
| 2015   | 5        | 1      |
| 2017   | 6        | 2      |
| Total  | 16       | 3      |

### Goluri la națională
La meciul jucat din 14 noiembrie 2017. „Scor” reprezintă scorul Franței (pe partea stângă) după golurile lui Lacazette.. 
| # | Data              | Oponent   | Scor | Rezultat | Competiție |
| - | ----------------- | --------- | ---- | -------- | ---------- |
| 1 | 29 martie 2015    | Danemarca | 1–0  | 2–0      | Amical     |
| 2 | 14 noiembrie 2017 | Germania  | 1–0  | 2–2      | Amical     |
| 3 | 14 noiembrie 2017 | Germania  | 2–1  | 2–2      | Amical     |

## Palmares

#### Lyon
- Coupe de France: 2011–12
- Trophée des Champions: 2012

#### Arsenal
- FA Cup: 2019–20[9]
- FA Community Shield: 2017[10], 2020[11]
- UEFA Europa League runner-up: 2018–19

#### Franța U17
- UEFA European Under-17 Championship runner-up: 2008

#### Franța U19
- UEFA European Under-19 Championship: 2010

#### Individual
- UNFP Ligue 1 Team of the Year: 2013–14, 2014–15, 2016–17
- UNFP Ligue 1 Player of the Year: 2014–15
- Cel mai bun marcator din Ligue 1: 2014–15
- Onze de Bronze: 2014–15
- UNFP Ligue 1 Player of the Month: decembrie 2014, ianuarie 2015, august 2016
- UEFA Europa League Squad of the Season: 2016–17
- Arsenal Player of the Season: 2018–19